# Chimoio

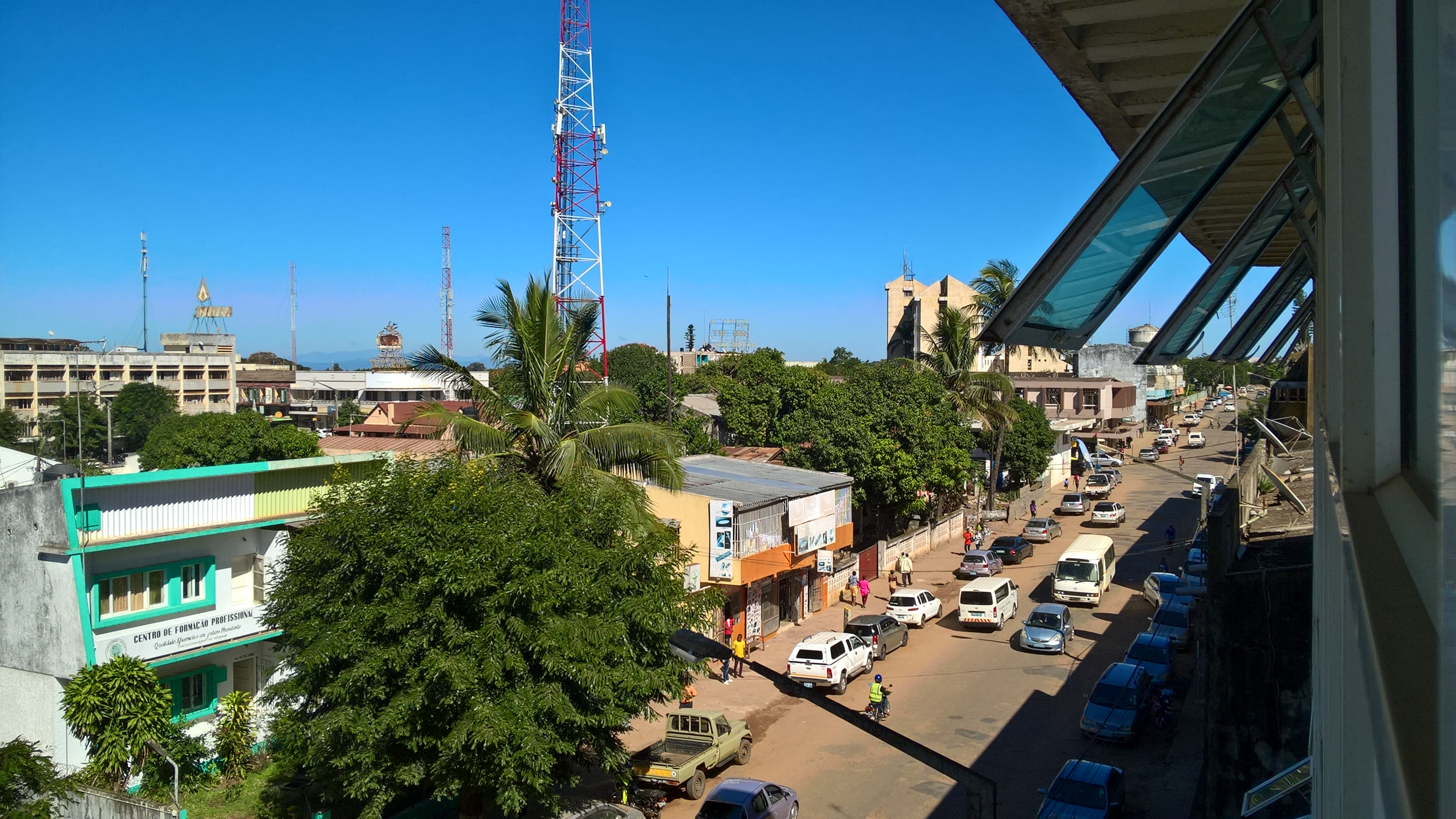
Chimoio

Chimoio là thành phố ở miền trung Mozambique, đây là thủ phủ tỉnh Manica, là thành phố lớn thứ năm của Mozambique với dân số theo điều tra năm 1997 là 177.608 người. Trong thời thực dân Bồ Đào Nha, Chimoio có tên là Vila Pery. Thành phố này nằm cách Beira 170 km về phía tây-tây-bắc, dọc theo hành lang Beira - một tuyến đường ray và đường bộ chính nối Beira với Harare. Chimoio có các ngành công nghiệp: dệt, bông vải, thép. Điện năng được cấp từ các nhà máy thủy điện ở Chicamba và Mavuzi. Thành phố này là nơi có căn cứ quân sự lớn. Chimoio đã trở thành một thành phố năm 1956 và phát triển thành một thành phố của người Bồ Đào Nha. Thành phố này được quy hoạch cẩn thận, có nhiều công trình theo phong cách kiến trúc Bồ Đào Nha. Trong thập kye 1970, thành phố này bị các lực lượng Rhodesia láng giềng tấn công. Thập niên 1980, thành phố này lại bị các lực lượng du kích chống chính phủ thuộc Lực lượng phản kháng quốc gia Mozambique (Resistência Nacional Moçambicana; còn gọi là Renamo). Cả hai đợt bạo loạn này đã làm gia tăng dân số của thành phố này do làn sóng dân tị nạn đến đây nhưng lại ngăn cản phát triển kinh tế của thành phố này.